# ドミニオン (2018年の映画)
ドミニオン（英語: Dominion）は2018年に公開されたドキュメンタリー映画。本作はAussie Farms Repositoryというアニマルライツの動画を扱うオンラインフリーリソースの動画を主に扱っている。

## 制作
本作は2度クラウドファンディングのキャンペーンを開催し、1度目は19,796ドル、2度目は57,710ユーロを集めた。

## 受賞歴
- ロサンゼルス自主映画祭 2018年度[4]
  - Best Film
  - Best Trailer/Promo
  - Best Original Music Score